# Mediu de cultură

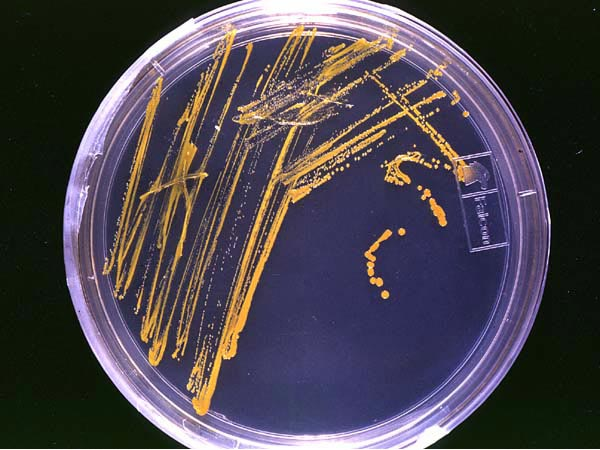
O cultură bacteriană într-un vas Petri cu agar-agar

Un mediu de cultură este un mediu solid, lichid sau semi-solid, destinat a fi utilizat pentru realizarea culturilor microbiologice, culturilor de celule, sau a unor specii vegetale precum Physcomitrella patens. Sunt disponibile diverse tipuri de medii utilizate pentru creșterea diverselor tipuri de celule.

## Tipuri
Cele mai comune medii utilizare pentru culturile microbiene sunt bulioanele nutritive și mediile cu agar-agar (sau geloză). Pentru unele specii sunt necesare medii speciale, care să asigure creșterea microorganismelor. Unele organisme mai pretențioase necesită medii speciale datorită cerințelor nutriționale. Virusurile sunt paraziți obligatoriu intracelulari, așadar pot fi cultivați doar pe medii ce conțin celule vii.

### Clasificare

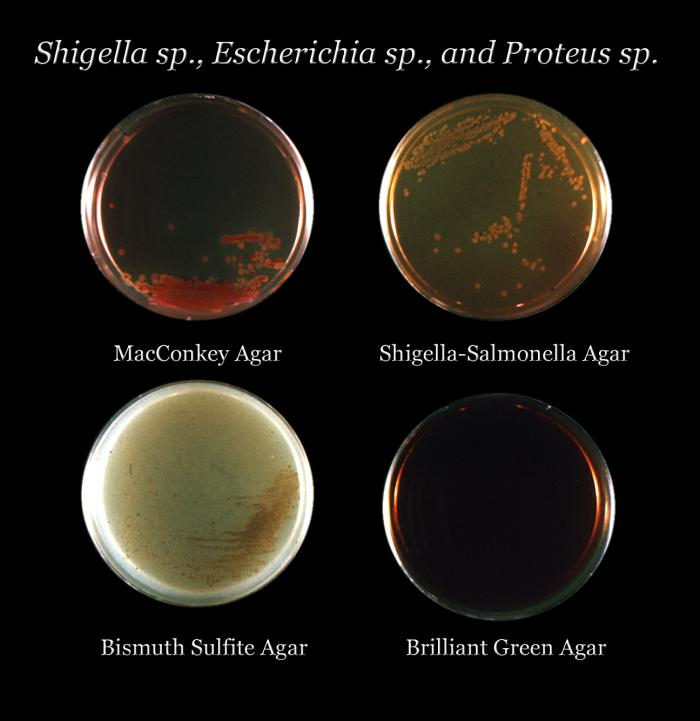
Patru tipuri de medii în care se observă creșterea diferențială pe baza metabolismului bacterian.

După caracteristicile fizice, mediile pot fi lichide, solide sau semi-solide. După origine, pot fi naturale, artificiale sau semi-sintetice.
După modul lor de utilizare, mediile de cultură pot fi:
- Medii generale: asigură creșterea tuturor tipurilor de microorganisme, cu excepția celor care necesită condiții speciale (exemplu: mediul cu agar-agar sau geloza-sânge)
- Medii selective: permit creșterea selectivă a unei specii sau a unui grup specific de organisme (exemplu: mediul Sabouraud permite creșterea fungilor, iar mediul Levine permite creșterea bacteriilor Gram-negative)[5][6]; Mediul Löwenstein-Jensen pentru micobacterii.
- Medii diferențiale: permit diferențierea speciilor, ambele fiind cultivate pe același mediu; se bazează pe diferențierea caracteristicilor de creștere, metabolice, de respirație, etc. (exemplu: mediul MacConkey, mediul Salmonella-Shigella, mediul Hektoen)[7]
- Medii îmbogățite: conțin nutrienții necesari dezvoltării unui număr mare de organisme, inclusiv cele pretențioase (MHF - mediul Muller Hinton pentru fastidioase).
- Medii minime: conțin necesarul minim de nutrienți pentru creșterea organismelor
- Medii de transport: utilizate pentru transport